# Тамфтис
Тамфтис — эллинизированная форма имени египетского фараона, правление которого относится к IV династии (Древнее Царство). 
Его имя известно только из «Египтики» Манефона. Согласно египтологу Уильяму Хейесу, его имя звучало Джедептах (Птахджедеф).
Тамфтис — один из самых сложно исследуемых правителей Древнего царства, поскольку не найдено надписей, связанных с его именем. Из-за этого его биография является предметом споров между египтологами.

## Идентификация
Имя Тамфтиса встречается у Юлия Африкана, который приводит фрагмент из «Египтики» Манефона. У него указано, что Тамфтис был последним фараоном IV династии и правил 9 лет. Евсевий Кесарийский имя, как и имя большинства фараонов IV династии, не упоминает, указывая, что «остальные цари не сделали ничего, что стоило бы упомянуть». Также отсутствует имя и у Эратосфена, который приводит список фараонов IV династии.
Египтологи попытались сопоставить имя манефоновского фараона Тамфтиса с именами фараонов IV династии, известными из других источников, и хронологически привязать его, однако при этом возникают проблемы. Эдуард Мейер в 1887 году посчитал, что Тамфтис был узурпатором, из-за чего его имя не упоминалось в царских списках. По другой версии Мейера для данного фараона не устраивали погребальной церемонии, из-за чего его имя в дальнейшем не упоминалось. Другой египтолог, Петер Яноши, предположил, что поскольку археологических доказательств существования Тамфтиса нет, то он является поздним вымыслом и должен быть исключён из списка фараонов.
Египтологи Винфрид Шепель и Герман Александр Шлегль предположили, что фараоном Тамфтис могла быть царица Хенткаус I, главная жена фараона Усеркафа. Основанием для этого послужили изображения в погребальном храме царицы, где она изображена с символами фараона — приделанной бородой и царской коброй (Урей) на лбу. Однако её имя никогда не помещалось в серех или картуш, кроме того оно отсутствует в списке фараонов.
Вольфганг Хелк же предположил, что Тамфтис мог быть сыном царицы Хенткаус I и, возможно, фараона Усеркафа. Кроме того, верховная жрица Бунефер, вероятная дочь Усеркафа, могла быть женой Тамфтиса.

## Правление и хронология
В Туринском царском списке список фараонов IV династии находится в 3 колонке. Однако он частично повреждён. После Хефрена (строка 12) и после Шепсескафа (строка 15) имена фараонов не читаются, однако там могло быть имя Тамфтиса. В настоящее время большая часть египтологов в строке 13 располагают имя Бихериса, ещё одного малоизвестного фараона династии, а на позицию 16 — Тамфтиса. Для фараона на позиции 16 сохранилось, что он правил 2 года.
В Абидосском списке для IV династии показано только 6 фараонов. В Саккарском списке после Шепсескафа до первого фараона V династии Усеркафа показано 2 имени. По мнению египтологов, первое имя может принадлежать фараону Тамфтису. Второе же имя в настоящее время является загадкой. Кроме того, картуши Хефрена в Сахура значительно повреждены, в результате чего невозможно подтвердить, какие имена там записаны.
На каменной плите в Вади-Хаммамат на Синайском полуострове указано несколько имён в картушах: Хуфу, Джедефра, Бауфра и принца Джедефхора (Хорджедефа). Бауфра и Хорджедеф, сыновья Хуфу, отсутствуют в списках фараонов. И их имена в картушах могли быть свидетельством того, что они всё же правили небольшое время, и их можно идентифицировать с двумя манефоновскими фараонами (Бихерисом и Тамфтисом). Но они не упоминаются в каких-то надписях как «цари Верхнего и Нижнего Египта», только с титулами «сын царя» или принца.
Существуют надписи различных египетских вельмож периода правления конца IV — начала V династий, в которых перечисляются имена фараонов-современников. Так принц Сехемкара сообщает о своей карьере при Хефрене, Менкаура, Шепсескафе, Усеркафе и Сахура. Имён фараонов, которых можно сопоставить с Бихерисом и Тамфтисом, нет. В надписи чиновника Нетжерпунесута упоминается, что он служил фараонам Раджедефу, Хефрену, Менкаура, Шепсескафе, Усеркафе и Сахура, где опять отсутствуют имена каких-то ещё фараонов. В надписи в могиле высокопоставленного жреца V династии Птахшепсеса, служившего фараону Ниусерра, упоминается, что он отвечал за проведение погребального поклонения фараонам Менкаура и Шепсескафа, каких-то имён других фараонов между ними не упоминается.
Египтолог Патрик О’Мара пишет, что «ни одна царская гробница в Гизе и Саккаре и ни одна другая собственность, где указаны царские имена, не упоминает (исключая вышеперечисленные) утерянные царские имена правителей IV династии. И не упоминает их каких-либо потомков, которые сохраняют в своем имени часть имени предка».
При этом египтолог Мирослав Вернер указывает на то, что отсутствие имени фараона надписях современников не может свидетельствовать о том, что фараон был фиктивным. Он сравнил ситуацию с фараоном Тамфтисом с фараоном V династии Шепсескара. О существовании данного фараона свидетельствуют найденные цилиндрические печати с его картушами. При этом на стелле чиновника V династии Кауптаха перечислен список фараонов, которым он служил: Сахура, Нефериркара, Ранефереф и Ниусерра. Однако имя Шепсескара отсутствует. О правлении данного фараона сведений практически нет, на основании чего можно сделать вывод о том, что он правил не 7 лет, как показано у Манефона и в Туринском списке, а очень непродолжительное время. На основании анализа археологического контекста цилиндрических печатей, Вернер считает, что Шепсескара сменил Ранеферефа, а не наоборот, как указано у Манефона. Через какое-то время Шепсескара был свергнут фараоном Ниусерра, братом Ранеферефа, что объясняет отсутствие имени Шепсескара, который считался узурпатором.
Данная ситуация показывает, что в Древнем царстве существовала династическая борьба. Не исключено, что такая же ситуация применима к фараону Тамфтису. Однако каких-то свидетельств о династических распрях в конце IV династии не сохранилось. И не исключено, что фараон Тамфтис был выдуман, а 2 года правления в Туринском папирусе относятся к Шепсескафу, последнему фараону IV династии.